# Соу Тит Линда
Соу Тит Линда (англ. Sou Tit Linda, 21 августа 1989, Пномпень, Государство Камбоджа) — камбоджийская легкоатлетка, выступавшая в беге на короткие дистанции. Участвовала в летних Олимпийских играх 2004 и 2008 годов.

## Биография
Соу Тит Линда родилась 21 августа 1989 года в камбоджийском городе Пномпень.
В 2004 году вошла в состав сборной Камбоджи на летних Олимпийских играх в Афинах. В беге на 100 метров в первом раунде заняла 7-е место среди восьми участниц с результатом 13,47 секунды, уступив 2,17 секунды Дебби Фергюсон с Багамских Островов, которая финишировала третьей и вышла в четвертьфинал.
В 2008 году вошла в состав сборной Камбоджи на летних Олимпийских играх в Пекине. В беге на 100 метров в первом раунде заняла 7-е место среди восьми участниц с результатом 12,98 секунды, уступив 1,55 секунды Лине Гринчикайте из Литвы, которая финишировала третьей и вышла в четвертьфинал.

## Личный рекорд
- Бег на 100 метров — 12,98 (16 августа 2008, Пекин)[4]